# 71式対空レーダ装置 JTPS-P5
71式対空レーダ装置 JTPS-P5（ななひとしきたいくうレーダそうち ジェイティーピーエスピーご）は、陸上自衛隊の装備。対空警戒用のレーダー装置として高射特科部隊に配備される。三菱電機が製作を担当した。

## 特徴
主たる構成品は下記の通りである。
- 空中線部 JAS-P3
- 送信機 JT-P1
- 受信機 JR-P1
- 信号処理器 JSP-P1
- 指示器 JIP-P5, P6
- 遠隔指示器 JIP-P7
- プロッティングボード JMX-P3
- 制御器 JC-P7
- 電源部 JCV-P1
- 電源車 JK-1（115V,60Hz,30kVA）
- 70式野外電話機 JTA-T1×3基

主要電子機器は2基のシェルタ（2,200×4,500×2,300 mm）に収容・固定されている。シェルタJS-P2はレーダーの送受信を担当し、空中線部と受信機、送信機、信号処理器などが設置される。一方、シェルタJS-P3は装置全体の制御を担当し、指示器や遠隔指示器、プロッティングボードなどが設置される。指示器はPPIスコープ（平面位置表示機：Plan Position Indicator scope）、Aスコープを使用している。これらのシェルタは、最大100メートル離して配置することができる。ボンネット型TSD・2トン半トラック2両により移動でき、またヘリコプタによる空輸も可能である。なお、移動時には空中線部の反射板部分は取り外されて、JS-P3に収容される。また、2基のシェルタおよび電源車には、70式野外電話機が1基ずつ配される。
主に師団・旅団隷下の高射特科大隊に配備されて、中高度以上の目標に対する主たる監視手段として用いられた。1988年より後継の対空レーダ装置 JTPS-P14が就役を開始しており、現在ではほぼ退役している。